# Az orléans-i szűz (opera)
Az orléans-i szűz (eredeti címén: Орлеанская дева; átírásban: Orleasznkaja gyeva) Pjotr Iljics Csajkovszkij orosz zeneszerző egyik négyfelvonásos operája. Szövegkönyvét Vaszilij Andrejevics Zsukovszkij drámafordítása alapján a zeneszerző írta. A mű alapjául Friedrich Schiller Die Jungfrau von Orléans című színdarabja szolgált. A mű ősbemutatójára 1881. február 13-án került sor Szentpéterváron, a Marinszkij-színházban. Magyarországon még nem játszották.

## A mű keletkezésének története
Csajkovszkij a komponálást 1878 áprilisában az oroszországi Kamenkában kezdte, majd a következő években, európai utazásai során folytatta. Az opera írásával magántermészetű problémái miatt lassan haladt, így csak 1880-ban fejezte be a művet. A szentpétervári ősbemutatótól várt siker elmaradt. 1882-ben a Marinszkij-színház igazgatóságának kérésére átdolgozta a művet, de ez a változatot csak jóval a zeneszerző halála után, 1899. február 3-án mutatták be. Ma a művet ebben a formájában játsszák.

## Szereplők
| Szereplő                                                                            | Hangfekvés |
| ----------------------------------------------------------------------------------- | ---------- |
| Jeanne d’Arc                                                                        | alt        |
| VII. Károly király                                                                  | tenor      |
| Bíboros                                                                             | basszus    |
| Agnes Sorel                                                                         | szoprán    |
| Dunois, francia lovag                                                               | bariton    |
| Lionel, burgundiai lovag                                                            | bariton    |
| Raymond, Jeanne kérője                                                              | tenor      |
| Thibaut, Jeanne apja                                                                | basszus    |
| Bertrand, egy paraszt                                                               | tenor      |
| Francia katona                                                                      | tenor      |
| Lore, egy katona                                                                    | bariton    |
| Udvaroncok, udvarhölgyek, francia és angol katonák, lovagok, szerzetesek, cigányok. |            |

## Cselekmény
- Helyszín: Franciaország (Domrémy, Chinon, Reims, Rouen)
- Idő: a francia-angol háború idején (1429-1431)

### Első felvonás
Domrémyben a település lakói a tavasz ünnepére készülnek. Apja egyre inkább sürgeti Jeanne-t, hogy mihamarabb keljen egybe jegyesével, Raymonddal. Teszi mindezt azért, mert szerinte most amikor az angolok egyre inkább fölénybe kerültek a francia seregek felett, egy nőnek egy erős férfi védelmére van szüksége. Jeanne azonban vonakodik, mert egy álmot látott, miszerint egy szent küldetést kell egyedül teljesítenie: az ég akarata az, hogy népe élére álljon és győzelemre vezesse. Váratlanul parasztok menekülő csapata tűnik fel Bertrand vezetésével. Hírül hozzák, hogy az angolok már a szomszéd település határában járnak és menekülésre szólítanak fel mindenkit. Jeanne azonban eléjük áll és megjósolja, hogy az angolokat Orléans-nál meg fogják állítani, sőt, vezérük, Salisbury is rövidesen elesik majd. Szavait kétkedéssel hallgatják, ám nemsokára egy francia katona érkezik Salisbury halálának hírével. A falu lakossága megünnepli ezt a hírt és Jeanne-t nagy kísérettel a király elé, Chinon várába vezetik.

### Második felvonás
VII. Károly, a trónörökös kilátástalannak tartja a helyzetet és a menekülést fontolgatja. A rossz hírek sorát Dunois folytatja, aki jelenti, hogy a kincstár üres. Agnes Sorel, Károly szeretője felajánlja ékszereit, hogy abból tudják megerősíteni a hadsereget. Dunois sürgeti Károlyt, hogy ütközzön meg az angolokkal, de ő vonakodik itt hagyni kedvesét. Eközben elévezetnek egy sérült katonát, Lore-t, aki jelenti a franciák nem várt diadalát és a hírt, hogy egy fiatal leány szembeszállt az angolokkal. Csakhamar hatalmas üdvrivalgások közepette megérkezik az orléans-i szűz is, és személyesen elmeséli Károlynak álmát.

### Harmadik felvonás
Reims közelében az angol tábort felgyújtották, katonáik fejvesztve menekülnek. Jeanne maga is részt vesz a harcokban és bátran megvív egy burgundiai lovaggal, Lionellel. Már éppen leszúrni készül, amikor a lovagnak felcsúszik a sisakrostélya. Arcát megpillantva Jeanne-ban eddig általa nem ismert érzés támad és megkegyelmez neki. Jeanne menekülésre biztatja a lovagot, ám az marad, hogy hálát mondjon a leány nagylelkűségéért. Dunois-tól engedélyt kér, hogy Franciaországban maradhasson. A csata után a reimsi katedrálisban Károlyt királlyá koronázzák. Az ünnepségen jelen van Jeanne is, akit a király nyilvánosan a megmentőjének nevez. A tömegben felbukkan Jeanne apja, aki boszorkánysággal vádolja meg a leányát. A bíboros választ vár Jeanne-tól az ellene felhozott vádakra, de a leány hallgat. Lionel rosszat sejtve menekülésre biztatja, ám Jeanne nem menekül, kész szembenézni a rá váró sorssal.

### Negyedik felvonás
Jeanne érzelmeivel vívódik: szerelmes Lionelbe és elmenekülne vele, ugyanakkor megmentené népét a gyűlölt angoloktól.  Akkor sem tud dönteni, amikor a lovag felkeresi, hogy megvallja őszinte szerelmét. Váratlanul a bíboros emberei törnek rájuk és Jeanne-t elfogják. Rouen főterén az egyházi törvényszék boszorkányság vádjával máglya általi halálra ítéli. Amint kigyúl a tűz, angyali szózat hallatszik: lelke az égbe szállt.

## Híres áriák, kórusművek
- Car, visnyij, szil - Himnusz (első felvonás)
- Szvjatoj atyec, minjá zavut Joanna - Jeanne áriája (második felvonás)